# الكفر القديم
قرية الكفرالقديم هي إحدى القرى التابعة لمركز بلبيس في محافظة الشرقية في جمهورية مصر العربية. حسب إحصاءات سنة 2006، بلغ إجمالي السكان في الكفرالقديم 6852 نسمة، منهم 3416 رجل و3436 امرأة.